# 7854 Laotse
7854 Laotse è un asteroide della fascia principale. Scoperto nel 1977, presenta un'orbita caratterizzata da un semiasse maggiore pari a 2,2544368 UA e da un'eccentricità di 0,1811303, inclinata di 6,65437° rispetto all'eclittica.